# Interactivitat
En qualsevol mitjà de comunicació, hi ha, com a mínim, quatre entitats importants: l'emissor, el mitjà, el missatge i el receptor. L'emissor, òbviament, és el productor d'un cert missatge que s'envia a través d'un mitjà per a fer-lo arribar al receptor. No importa com d'antic o de modern sigui el mitjà de comunicació, sempre existiran aquests quatre elements.
Segons diversos autors, la interactivitat “implica una ergonomia que garanteix una gran accessibilitat, l'accés agradable a nombroses funcions disponibles sense esquemes preestablerts i un temps de resposta molt curt." Coomans, 1995.
La interactivitat podria definir-se, per tant, com la capacitat del receptor per a controlar un missatge no lineal fins al grau establert per l'emissor, dins dels límits del mitjà de comunicació asincrònic.
La interactivitat és similar al nivell de resposta, i s'estudia com un procés de comunicació en el qual cada missatge se'n relaciona amb el previ, i amb la relació d'aquest i els precedents.
Llavors, perquè un procés interactiu existeixi és necessària l'existència d'un emissor i d'un receptor: aquest és l'inici de qualsevol procés comunicatiu (i el procés interactiu és també un procés comunicatiu).
El procés interactiu no existeix només amb un element, ja que la característica fonamental de la interacció és permetre que, en emetre un estímul, es desenvolupi una resposta. Així, en el procés interactiu, al receptor és sol·licitat perquè contesti l'estímul amb una acció específica en temps real.
Internet és comparable amb un organisme social amb una existència a escala global. Des dels anys 90 que ha assumit un paper fonamental en la nostra quotidianitat, i és avui un dels mitjans tecnològics més utilitzats. Amb la seva relació quotidiana amb l'usuari (receptor), emet diversos estímuls als quals ell ha de contestar amb una acció (o reacció).
Aquesta relació entre usuari i xarxa pot comprendre's com una relació interactiva. La xarxa, en emetre un estímul en les seves pàgines web, sol·licita a l'usuari/observador que hi tingui una participació activa. Se sol·licita a l'usuari que decideixi amb quina interfície vol establir un diàleg comunicatiu i, a partir d'aquest, quin és el camí que desitja seguir.
El concepte d'interactivitat té un doble vessant: per una banda, implica la capacitat tècnica de concedir el màxim de possibilitats de comunicació entre l'usuari i la màquina i, per l'altra, implica fer que el temps de resposta de la màquina, respecte a les accions realitzades per l'usuari, sigui reduït.
Així, una clara i completa definició d'interactivitat seria dir que és el "terme que descriu la relació de comunicació entre un usuari/actor i un sistema (informàtic, vídeo o d'altre). El nivell d'interactivitat mesura la possibilitat i la llibertat de l'usuari dins del sistema, així com la capacitat de «resposta» d'aquest sistema vers l'usuari, en qualitat i en quantitat. Aquesta relació es pot posar en
paral·lel amb l'esquema de la comunicació: emissor, receptor, resposta (en feedback) Danvers, 1994.
La interactivitat és un concepte àmpliament utilitzat en les ciències de la comunicació, en informàtica, en disseny multimèdia i en la indústria. En aquests camps, hi ha un debat sobre el significat d'interactivitat, ja que diferencien tres nivells d'interactivitat:
- no interactiva, quan un missatge no està relacionat amb missatges anteriors;
- reactiva, quan un missatge es relaciona amb un únic missatge immediatament anterior;
- interactiva, quan un missatge es relaciona amb un nombre de missatges anteriors i la relació entre si.
La comunicació humana és l'exemple bàsic de comunicació interactiva. Consisteix en dos processos diferents; interactivitat humà/humà i la interactivitat humà/màquina.
Lev Manovich (2001) també defineix el que significa la interactivitat per a l'usuari. La interactivitat oberta són accions com la programació informàtica, desenvolupament de sistemes de mitjans de comunicació. La interactivitat tancada no és més que els elements d'accés que estan determinats per l'usuari.

## Interactivitat humà/humà
Com ja s'ha comentat anteriorment, la comunicació humana és l'exemple bàsic d'interactivitat. A causa d'això, moltes anàlisis conceptuals es basen en definicions antropomòrfiques. Per exemple, els sistemes complexos que detecten i reaccionen a la conducta humana són sovint denominats interactius. Des d'aquesta perspectiva, la interacció inclou respostes a les activitats físiques humanes, per exemple el moviment (llenguatge corporal) o al canvi en els estats psicològics.
Molt abans que el terme interactiu es convertís en una paraula molt en voga després de l'explosió d'Internet, existia ja una llarga tradició crítica que afirmava que la comunicació que estableixen els mitjans de comunicació està limitada a una direcció única. Fins i tot, diversos teòrics de l'emancipació dels mitjans de comunicació com B. Brecht, W. Benjamin, J. Habermas i H. M. Enzensberger, analitzen la manipulació dels mitjans, la fabricació de consumidors passius, la mercantilització dels continguts, l'estructura jeràrquica dels mitjans de masses, la formació de ciutadans passius, etc., i també altres autors més conservadors, com N. Postman, han posat de manifest que els mitjans suposen un atac als valors educatius i creen audiències passives.
Els defensors a ultrança dels nous mitjans nascuts a l'albor d'Internet, han intentat destacar la interactivitat com una característica diferenciadora dels nous mitjans davant els antics. Fins i tot, s'ha arribat a parlar d'una àgora electrònica i d'una democràcia mantinguda de manera electrònica, tal com sostenen autors com Arteton o Rheingold. Per la seva banda, les empreses també publiciten el terme en les seves pàgines web com un estímul per a guanyar clients. La interactivitat s'ha convertit, doncs, en la nova bandera per a defensar o promocionar el ciberespai i Internet.
"La xarxa no és un megàfon. La xarxa és una conversa". Aquesta frase de J. D. Lasica descriu el potencial d'Internet per a la interactivitat, però no la realitat real. Es tracta d'una ingènua il·lusió tecnòfila. No tota la comunicació mediada per la xarxa de xarxes és interactiva. Els receptors dels missatges d'Internet no sempre poden intercanviar aquest paper per ser emissors i, per contra, la interactivitat sí que requereix una cadena de missatges interrelacionats. L'essència de la interactivitat rau en la conversa bidireccional receptor-emissor i en el grau en què la comunicació superi aquesta.

## Interactivitat humà/màquina
En el context de la comunicació entre un humà i un artefacte, la interactivitat es refereix tant a les conductes interactives de l'artefacte com a les experimentades per l'usuari humà. Això es diferencia d'altres aspectes de l'artefacte com el seu aspecte visual, el seu funcionament intern…
Per exemple, la interactivitat d'un iPod no és la seva forma física, ni el color, ni la seva capacitat per a reproduir música o la seva capacitat d'emmagatzematge. La seva interactivitat és el comportament de la seva interfície amb l'usuari i viceversa. Això inclou la forma de moure el dit a la roda d'entrada, la forma en què això permetrà seleccionar una melodia en la llista de temes, la manera de controlar el volum, etc.
La millor manera de valorar la interactivitat d'un artefacte és per l'ús: un espectador pot imaginar com utilitzar un artefacte observant com els altres l'usen, però és només amb l'ús real que se'n té experiència i “sentit”. És similar a la diferència entre mirar algú com condueix un cotxe i conduir-lo. Només amb la conducció del cotxe es pot experimentar i “sentir” com aquest cotxe es diferencia d'altres cotxes.
El terme look and feel s'utilitza sovint per a referir-se als aspectes específics de la interfície d'usuari d'un ordinador. Usant això com una metàfora, la “mirada” es refereix al seu disseny visual, mentre que la “sensació” es refereix a la seva interactivitat. Indirectament, això pot ser considerat com una definició informal de la interactivitat.
En informàtica, es refereix a programari interactiu que accepta i respon a les aportacions dels éssers humans (dades, comandes…). Els programes de diàleg inclouen els programes més populars, com ara processadors de text o aplicacions de full de càlcul.
Nous mitjans és un terme usat per a descriure les noves formes de comunicació (per exemple, les diferències entre els mitjans de comunicació analògics i digitals) i per descriure els mitjans de comunicació que, al seu torn, afecten significativament la societat. Els processos de digitalització d'informació i l'extensió de la digitalització dels mitjans de comunicació se sustenten actualment en l'evolució dels mitjans. Les característiques de les dades digitals són especialment adequades per a permetre la interactivitat. La interactivitat és vista com una associació clau amb els nous mitjans, ja que, bàsicament, distingeix els antics i els nous mitjans.
Tecnologies com el DVD i la televisió digital són exemples clàssics dels dispositius de mitjans interactius, on l'usuari pot controlar el que veu i quan. Això no obstant, Internet s'ha convertit en el model perfecte del sistema interactiu. Els usuaris poden accedir a materials de visualització, comentar-los i contribuir-hi activament.
McMillan afirma que la interactivitat pot ocórrer en diferents nivells i graus de compromís i que és important diferenciar entre aquests nivells. La interacció usuari/usuari amb Internet, la interacció para-social, en què les noves formes dels mitjans de comunicació es generen en línia, i la interactivitat d'usuari/equip, que és la forma amb què un usuari es pot connectar amb els dispositius. La interactivitat es refereix també a les noves tecnologies d'art dels mitjans, en què els humans i els animals són capaços d'interactuar i canviar el curs d'una obra d'art. Artistes i investigadors de tot el món estan treballant en interfícies que permeten noves formes d'interacció que van més enllà del teclat. Artistes, com el treball de Stelarc, defineixen noves interfícies que desafien la nostra noció del que és possible en la interacció amb màquines. El seu hexapod, per exemple, s'assembla a un insecte que camina com un gos i la locomoció es controla desplaçant el pes del cos i girant el tors.
Alguns dels models d'interacció amb les eines d'autoria presentats entren en diferents categories com jocs, trencaclosques, eines de simulació, eines de presentació, etc., que poden ser totalment personalitzats.